# Punk-O-Rama
Punk-O-Rama is een serie verzamelalbums uitgegeven door Epitaph Records tussen 1994 en 2005. Het eerste album kwam uit in 1994, het tweede in 1996 en de andere albums jaarlijks van 1998 tot en met 2005. De artiesten kwamen van het Epitaph label en van haar sublabels ANTI-, Hellcat Records en Burning Heart Records. De totale serie bestaat uit 257 nummers van 88 verschillende bands en artiesten.
Zoals de titel al duidelijk maakt, staat er op de albums vooral punkmuziek, waaronder ook verschillende subgenres zoals garage punk, hardcore punk, poppunk, post-hardcore, ska-punk, skatepunk en streetpunk. Toch is er in de loop der tijd meer ruimte gekomen voor andere genres waaronder hiphop, alternatieve rock, emocore, experimentele muziek, garagerock, indierock, metalcore, psychobilly en screamo.
In 2006 maakte Epitaph bekend te stoppen met de Punk-O-Rama serie in plaats voor een nieuwe cd-serie getiteld Unsound. Dit kwam door de grotere variëteit van genres op het label. Er is tot nog toe echter maar één album uitgebracht in deze serie.

## Uitgaven

### Cd's
- Punk-O-Rama (1994)
- Punk-O-Rama Vol. 2 (1996)
- Punk-O-Rama III (1998)
- Punk-O-Rama 4 (1999)
- Punk-O-Rama 5 (2000)
- Punk-O-Rama Vol. 6 (2001)
- Punk-O-Rama 7 (2002)
- Punk-O-Rama 8 (2003)
- Punk-O-Rama Vol. 9 (2004)
- Punk-O-Rama 10 (2005)

### Dvd's
- Punk-O-Rama: The Videos, Volume 1 (2003)
- Punk-O-Rama Vol. 9 (2004, komt met de cd)
- Punk-O-Rama 10 (2005, komt met de cd)

## Bands
In totaal hebben 88 bands deelgenomen aan de Punk-O-Rama serie. Pennywise en Rancid zijn de enige twee bands die op elk deel van de serie te horen zijn. NOFX, Bad Religion en Pulley stonden elk op 9 volumes.
De deelnemende artiesten en bands waren:
- 59 Times the Pain
- 98 Mute
- 1208
- Agnostic Front
- All
- Atmosphere
- Bad Religion
- Beatsteaks
- The Black Keys
- Bombshell Rocks
- The Bouncing Souls
- The Business
- C.Aarmé
- Converge
- The Coup
- The Cramps
- Danger Doom
- Death by Stereo
- Descendents
- DFL
- Deviates
- The Distillers
- Division of Laura Lee
- Down by Law
- Downset
- Dropkick Murphys
- Dwarves
- Error
- Eyedea & Abilities
- F-Minus

- Sage Francis
- From First to Last
- Gas Huffer
- Jack Grisham
- Guttermouth
- H2O
- The Hives
- HorrorPops
- Hot Water Music
- The Humpers
- I Against I
- Ikara Colt
- The (International) Noise Conspiracy
- The Joykiller
- Wayne Kramer
- Madball
- Matchbook Romance
- The Matches
- Me First and the Gimme Gimmes
- Millencolin
- Roger Miret and the Disasters
- Motion City Soundtrack
- Nekromantix
- New Bomb Turks
- No Fun At All
- NOFX
- The Offspring
- Osker
- Pennywise
- Poison Idea

- Pulley
- Raised Fist
- Rancid
- Randy
- Red Aunts
- Refused
- Satanic Surfers
- Scatter the Ashes
- SNFU
- Some Girls
- The Special Goodness
- Straight Faced
- Ten Foot Pole
- This Is Me Smiling
- Tiger Army
- Tom Waits
- Total Chaos
- Transplants
- TSOL
- Turbonegro
- Union 13
- The Unseen
- U.S. Bombs
- Vision
- Voodoo Glow Skulls
- The Weakerthans
- Youth Group
- Zeke